# Jānis Sudrabkalns
Jānis Sudrabkalns, urodzony jako Arvīds Peine (ur. 17 maja 1894 we wsi Inčukalns w gminie Inčukalns, zm. 4 września 1975 w Rydze) – łotewski poeta, pisarz i publicysta.

## Życiorys
Urodził się w rodzinie nauczyciela. Do 1911 uczył się w gimnazjum, przerwał naukę w związku ze śmiercią ojca, później był samoukiem. Od 1909 publikował wiersze. W 1913 przeniósł się do Rygi, w 1915 został zmobilizowany do rosyjskiej armii, od marca 1917 pracował w gazecie żołnierskiej "Swobodnyj Strielok" (później "Łatyszskij Strielok"). Na początku 1918 został zdemobilizowany z powodu stanu zdrowia, wrócił do Rygi, gdzie pracował jako korektor gazety. W 1925 zmienił nazwisko na Sudrabkalns. W 1920 wydał swój pierwszy zbiór wierszy, Kryłataja Armada, w których wyrażał pragnienie pokoju na świecie i braterstwa narodów. Pracował również jako krytyk teatralny i muzyczny w prasie. Gdy w 1940 ZSRR anektował kraje bałtyckie, Sudrabkalns poparł nową okupacyjną władzę komunistyczną. Po ataku Niemiec na ZSRR w czerwcu 1941 ewakuował się na wschód, mieszkał w obwodzie kirowskim, w miastach Chałturin (obecnie Orłow) i Urżum i wsi Kstinino, później mieszkał w Baszkirii i Moskwie. W 1949 wrócił do Rygi, gdzie tworzył wiersze jako piewca braterstwa narodów i sowiecki patriota. W 1947 otrzymał tytuł Ludowego Poeta Łotewskiej SRR, w 1973 został akademikiem Akademii Nauk Łotewskiej SRR. Był członkiem KC Komunistycznej Partii Łotwy i deputowanym do Rady Najwyższej ZSRR 7 i 8 kadencji.

## Odznaczenia i nagrody
- Medal Sierp i Młot Bohatera Pracy Socjalistycznej (16 maja 1974)
- Order Lenina (trzykrotnie, 21 maja 1954, 16 maja 1964 i 16 maja 1974)
- Order Rewolucji Październikowej (2 lipca 1971)
- Order Czerwonego Sztandaru Pracy (dwukrotnie, 31 maja 1946 i 20 lipca 1950)
- Nagroda Państwowa ZSRR (1948)

I medale.